# Georg Forsters Werke
Georg Forsters Werke ist der Titel der Akademie-Ausgabe der Werke Georg Forsters (Georg Forsters Werke, Sämtliche Schriften, Tagebücher, Briefe). Es ist eine historisch-kritische Ausgabe seiner Werke, die von der Deutschen Akademie der Wissenschaften zu Berlin bzw. der Berlin-Brandenburgischen Akademie der Wissenschaften herausgegeben erscheint. Sie umfasst bisher achtzehn Bände und erschien 1958–1990 ohne 6.3 und 10.2; 19 und 20 geplant. Zu den Herausgebern zählten Gerhard Steiner, Horst Fiedler u. a. Einige der (angegebenen) Bände erschienen in weiteren bzw. früheren Auflagen usw.
Eine frühere Ausgabe Georg Forster’s sämmtliche Schriften in 9 Bänden war 1843 in Leipzig erschienen.
Die ebenfalls von Gerhard Steiner herausgegebene vierbändige Georg-Forster-Ausgabe Werke in vier Bänden folgt im Text der Forster-Ausgabe des Akademie-Verlages.

## Bände

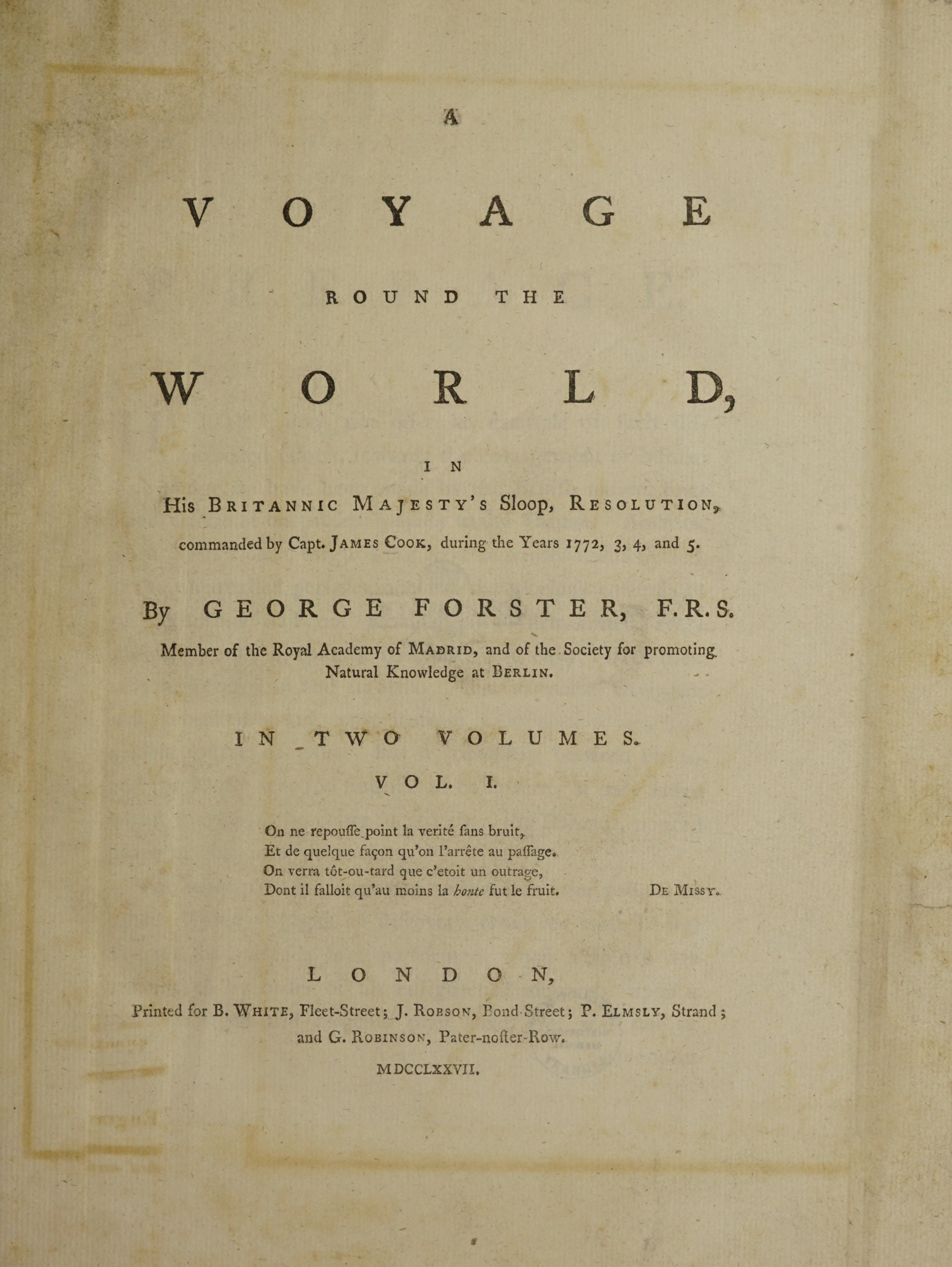
Titelseite der englischen Originalausgabe der Reise um die Welt von 1777

Die Ausgabe enthält folgende Bände: (Soweit nicht anders angegeben handelt es sich bei der 2. Auflage jeweils um eine unveränderte Neuauflage.)
- Band 1 – A voyage round the world. Bearb. von Robert L. Kahn. 1968, 21986.
- Band 2 – Reise um die Welt. 1. Teil. Bearb. von Gerhard Steiner. 1965, 21989.
- Band 3 – Reise um die Welt. 2. Teil. Bearb. von Gerhard Steiner. 1966, 21989.
- Band 4 – Streitschriften und Fragmente zur Weltreise. Erläuterungen und Register zu Band 1–4. Bearb. von Robert L. Kahn, Gerhard Steiner, Horst Fiedler, Klaus-Georg Popp, Siegfried Scheibe. 1972, 21989.
- Band 5 – Kleine Schriften zur Völker- und Länderkunde. Bearb. von Horst Fiedler, Klaus-Georg Popp, Annerose Schneider, Christian Suckow. 1985.
- Band 6/1-2 – Schriften zur Naturkunde. Texte. Bearb. von Klaus-Georg Popp. 2003.
- Band 7 – Kleine Schriften zu Kunst und Literatur, Sakontala. Bearb. von Gerhard Steiner 1963, 21990.
- Band 8 – Schriften zu Philosophie und Zeitgeschichte. Bearb. von Siegfried Scheibe. 1974, 21991.
- Band 9 – Ansichten vom Niederrhein, von Brabant, Flandern, Holland, England und Frankreich im April, Mai und Junius 1790. Bearb. von Gerhard Steiner. 1958.
- Band 10/1 – Revolutionsschriften 1792/93. Teil 1: Text. Reden, administrative Schriftstücke, Zeitungsartikel, politische und diplomatische Korrespondenz, Aufsätze. Bearb. von Klaus-Georg Popp. 1990.
- Band 11 – Rezensionen. Bearb. von Horst Fiedler. 1977, 2., berichtigte Aufl. 1992.
- Band 12 – Tagebücher. Bearb. von Brigitte Leuschner. 1973, 2., berichtigte Aufl. 1993.
- Band 13 – Briefe bis 1783. Bearb. von Siegfried Scheibe. 1978.
- Band 14 – Briefe 1784 bis Juni 1787. Bearb. von Brigitte Leuschner. 1978.
- Band 15 – Briefe Juli 1787 bis 1789. Bearb. von Horst Fiedler. 1981.
- Band 16 – Briefe Briefe 1790 bis 1791. Bearb. von Brigitte Leuschner und Siegfried Scheibe. 1980.
- Band 17 – Briefe 1792 bis 1794 und Nachträge. Bearb. von Klaus-Georg Popp. 1989.
- Band 18 – Briefe an Forster. Bearb. von Brigitte Leuschner, Siegfried Scheibe, Horst Fiedler, Klaus-Georg Popp und Annerose Schneider. 1982.